# Nogometni klub Zelina

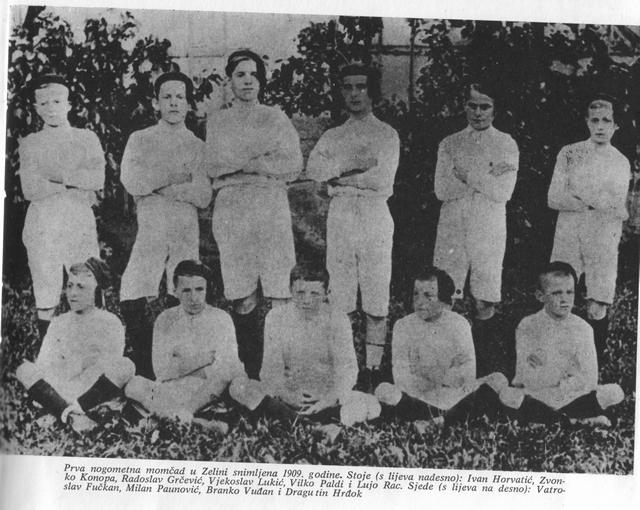
La prima formazione del NK Zelina

Il Nogometni klub Zelina, conosciuto semplicemente come Zelina, è una squadra di calcio di Sveti Ivan Zelina, una città nella regione di Zagabria in Croazia.

## Storia
La società viene fondata nel luglio 1907 a Zelina (nell'allora Impero austro-ungarico), una cittadina situata sulla strada Zagabria–Varaždin, precisamente nella capanna di Grčević, come polisportiva "Ferijalni klub", con il calcio come sport principale. Fra i presenti, il più maturo Radoslav Grčević è stato eletto presidente, il più serio, Ivica Horvatić, segretario, il più istruito il tesoriere Branko Vuđan ed il più veloce e agile Lujo Rac come capitano della squadra. Tra gli altri fondatori si ricordano Vilko Paldi, Vatroslav Celinić ed Ivan Romanić. Le prime divise sono bianche e vengono cucite dalle madri e sorelle dei calciatori, mentre scarpe da gioco e palla vengono acquistate dal rivenditore di attrezzature sportive Emanuel Fiedler di Praga.
La prima partita si disputa a metà agosto 1907 sul campo di Vardešćica contro il ŠK Viktorija di Križevci (vittoria dello Zelina per 4–0 di fronte a 300 spettatori, quaterna di Lujo Rac). Nello stesso anno si gioca anche il ritorno a Križevci e ne consegue un'altra vittoria dello Zelina per 3–1.
Nel 1911 viene formata anche una formazione giovanile. La nuova gestione del club viene eletta nel 1912, presieduta da Ivica Horvatić come presidente, mentre Josip Zdunić è il segretario, Branko Vuđan il tesoriere e Vjekoslav Vuđan il revisore del club.
Dopo la fine della prima guerra mondiale, l'8 luglio 1919 si tiene una sessione del club e si riprende l'attività. Negli anni del Regno di Jugoslavia prima, e della Jugoslavia socialista poi, lo Zelina milita sempre nei campionati minori.
Nel 1991, dopo la dissoluzione della Jugoslavia, entra a far parte del sistema calcistico in Croazia e milita nei campionati regionali come NK Iskra dal nome dello sponsor, le industrie chimiche "Iskra".
Nel 2007, in occasione del 100º anniversario del club, lo Zelina si qualifica per la coppa di Croazia, la sconfitta 0–4 di fronte al Rijeka non rovina la festa.
Nel 2012 viene promosso fra i professionisti in Druga HNL ma l'impegno diviene troppo oneroso, infatti già nel 2015 si ritrova in Četvrta HNL.

## Strutture

### Stadio
Il NK Zelina disputa le partite casalinghe al Gradski stadion Zelina (stadio cittadino Zelina), un impianto da 2000 posti.